# Station Wronki
Station Wronki is een spoorwegstation in de Poolse plaats Wronki.